# وزارة إسماعيل صدقي باشا الثانية
وزارة إسماعيل صدقي باشا الثانية هي الوزارة الثانية والأربعون في مصر، صدر المرسوم الملكي بتشكيلها في 4 يناير 1933.

## أعضاء الحكومة
| الوزارة               | الوزير                                                                  | تعديلات 13 مارس 1933   | تعديل يوليو 1933 |
| --------------------- | ----------------------------------------------------------------------- | ---------------------- | ---------------- |
| رئيس مجلس الوزراء     | إسماعيل صدقي باشا                                                       |                        |                  |
| وزير الداخلية         | إسماعيل صدقي باشا (إلى جانب منصبه رئيسًا لمجلس الوزراء)                  | محمود فهمي القيسي باشا |                  |
| وزير المالية          | إسماعيل صدقي باشا (إلى جانب منصبيه رئيسًا لمجلس الوزراء ووزيرًا للداخلية) |                        |                  |
| وزير الخارجية         | نخلة المطيعي باشا                                                       |                        | صليب سامي بك     |
| وزير الحقانية         | أحمد علي باشا                                                           |                        |                  |
| وزير الأشغال العمومية | محمد شفيق باشا                                                          |                        |                  |
| وزير الحربية والبحرية | علي جمال الدين باشا                                                     |                        |                  |
| وزير المعارف العمومية | إبراهيم فهمي كريم باشا                                                  |                        |                  |
| وزير الأوقاف          | محمد مصطفى باشا                                                         | علي المنزلاوي بك       |                  |
| وزير الزراعة          | حافظ حسن باشا                                                           |                        |                  |
| وزير المواصلات        | محمد حلمي عيسى باشا                                                     |                        |                  |

## تعديلات
- في 13 مارس 1933 أسندت وزارة الأوقاف إلى علي المنزلاوي بك وأسندت وزارة الداخلية إلى محمود فهمي القيسي باشا.[5][3]
- في يوليو 1933 أسندت وزارة الخارجية إلى صليب سامي بك.[4]

## وصلات داخلية
- قائمة رؤساء مجلس وزراء مصر